# Rhinella abei
Rhinella abei é uma espécie de anfíbio da família Bufonidae. 
Endêmica do Brasil, onde pode ser encontrada nos estados do Paraná, Santa Catarina e Rio Grande do Sul.

## Habitat
Seu habitat natural é a Mata Atlântica abaixo de 1.000 m de altitude. Seu habitat está sofrendo degradação e fragmentação causada pela exploração madeireira (no passado) e desmatamento para agricultura e desenvolvimento urbano, representando ameaças a esta espécie.